# 中村虎之介
中村 虎之介（なかむら とらのすけ、1998年（平成10年）1月8日 - ）は、日本の俳優、歌舞伎役者。東京都出身。屋号は成駒家。定紋は寒雀の中に虎、替紋は蝶花菱。
父は三代目中村扇雀、祖父は四代目坂田藤十郎。本名は林 虎之介（はやし とらのすけ）。
歌舞伎役者としての活動のかたわら、俳優としてもテレビやCMに出演している。
中学生の頃に十八代目 中村勘三郎座頭の『平成中村座公演』に初出演し「歌舞伎役者になる」と決心し、勘三郎を目標にしている。

## 来歴
- 2001年（平成13年）11月 - 東京・歌舞伎座、「吉例顔見世大歌舞伎」夜の部『良弁杉由来（ろうべんすぎのゆらい）』 序幕・志賀の里の場にて、祖父・3代目中村鴈治郎（当時）が演じる水無瀬後室 渚の方が産んだ一子 光丸役を本名・林虎之介として初お目見得[1]。
- 2004年（平成16年）1月 - 大阪松竹座『壽靭猿』の小猿で大阪初お目見得。
- 2005年（平成17年）11月25日 - 東京・銀座東武ホテルにて、父・三代目扇雀と共に初舞台の記者会見を実施。「中村虎之介」という新しい歌舞伎役者の名跡及び定紋「寒雀の中に虎」を発表した[4][5]。
- 2006年（平成18年）1月 - 歌舞伎座、「壽 初春大歌舞伎」夜の部『伽羅先代萩』御殿にて、祖父・四代目 坂田藤十郎が演じる乳人政岡の産んだ一子 千松役で、新設された名跡・中村虎之介を名乗り、初舞台を踏んだ[5]。
父・三代目 中村扇雀の渡辺主水妻 松島も出演なので、親子三代揃って共演の芝居であった。また同月行われた祖父の三代目中村鴈治郎改め四代目坂田藤十郎の『襲名披露口上』にも列座している[5]。
- 2015年（平成27年）8月 - 右裂孔原性網膜剥離の治療のため、『八月納涼歌舞伎』を休演[6]。
- 2022年1月22日 - 新型コロナウイルス感染のため「寿初春大歌舞伎」第１部を休演していたが、1月23日から舞台に復帰すると発表[7]。

## 出演

### テレビ
- さあ、日本をみよう!（2006年1月、BS日テレ）
- 英執着獅子（2009年、NHK教育） - 女形の舞踊を披露した

### CM
- 読売新聞 「崖の上のポニョ モールス信号編」（2008年7月）
- 中央三井信託銀行「相続編」（2008年7月）
- 東洋水産「マルちゃん 昔ながらの中華そば」（2009年8月）

## 著名な家族・親族
- 父方の祖父：四代目坂田藤十郎（人間国宝，歌舞伎役者）
- 父方の祖母：扇千景（元宝塚歌劇団娘役，参議院議長も務めた政治家）
- 父：三代目中村扇雀（歌舞伎役者，日本舞踊雁音流二代目家元）
- 伯父：四代目中村鴈治郎（歌舞伎役者）
- 伯母：二代目吾妻徳穂（日本舞踊吾妻流三世宗家）
- 従兄：中村壱太郎（歌舞伎役者，日本舞踊吾妻流七代目家元）
- 大叔母：中村玉緒（女優，祖父・藤十郎の実妹）
- 大叔父：勝新太郎（俳優，玉緒の夫）